# Гильен Куэрво, Каэтана
Каэтана Гильен Куэрво (исп. Cayetana Guillén Cuervo; род. 13 июня 1969, Мадрид, Испания) — испанская актриса и телеведущая.

## Биография
Каэтана Гильен Куэрво родилась в Мадриде в семье актёров Фернандо Гильена и Хеммы Куэрво. Её старший брат — актёр Фернандо Гильен Куэрво, снимавшийся в драме «Болгарские любовники» и «Кванте милосердия». Сама Каэтана также последовала примеру своих родителей: в 1989 году она дебютировала в кино в фильме Иманола Урибе «Чёрная луна», где сыграла одну из небольших ролей.
В последующие годы Каэтана училась на факультете информационных наук университета Комплутенсе и продолжала сниматься в кино, играя преимущественно второстепенных персонажей. Так продолжалось, пока она не снялась в картине «Дедушка» (исп. El abuelo) — экранизации одноимённого романа Бенито Переса Гальдоса. Гильен Куэрво исполнила одну из главных ролей — доньи Лукресии Ричмонд. Фильм был номинирован на «Оскар» от Испании и получил три десятка наград и номинаций, включая номинацию на премию «Гойя» лучшей актрисе для Каэтаны Гильен Куэрво (выиграла Пенелопа Крус, фильм «Девушка твоей мечты»).
Вскоре после успеха «Дедушки» Гильен Куэрво впервые попробовала себя в качестве телеведущей. С 1998 года она ведёт программу «Испанская версия» (исп. Versión española) на канале La 2, посвящённую испаноязычному кинематографу. За 20 лет Каэтана приняла участие во множестве ТВ-проектов и как гостья, и как ведущая. В 2019 году газета El Mundo, где Каэтана работала колумнистом в конце 2000-х, назвала её «иконой TVE», а El País — «символом общественного телевидения».
14 января 2022 года Гильен Куэрво была избрана президентом некоммерческой ассоциации «Академия исполнительских искусств Испании» (исп. Academia de las Artes Escénicas de España).

## Фильмография

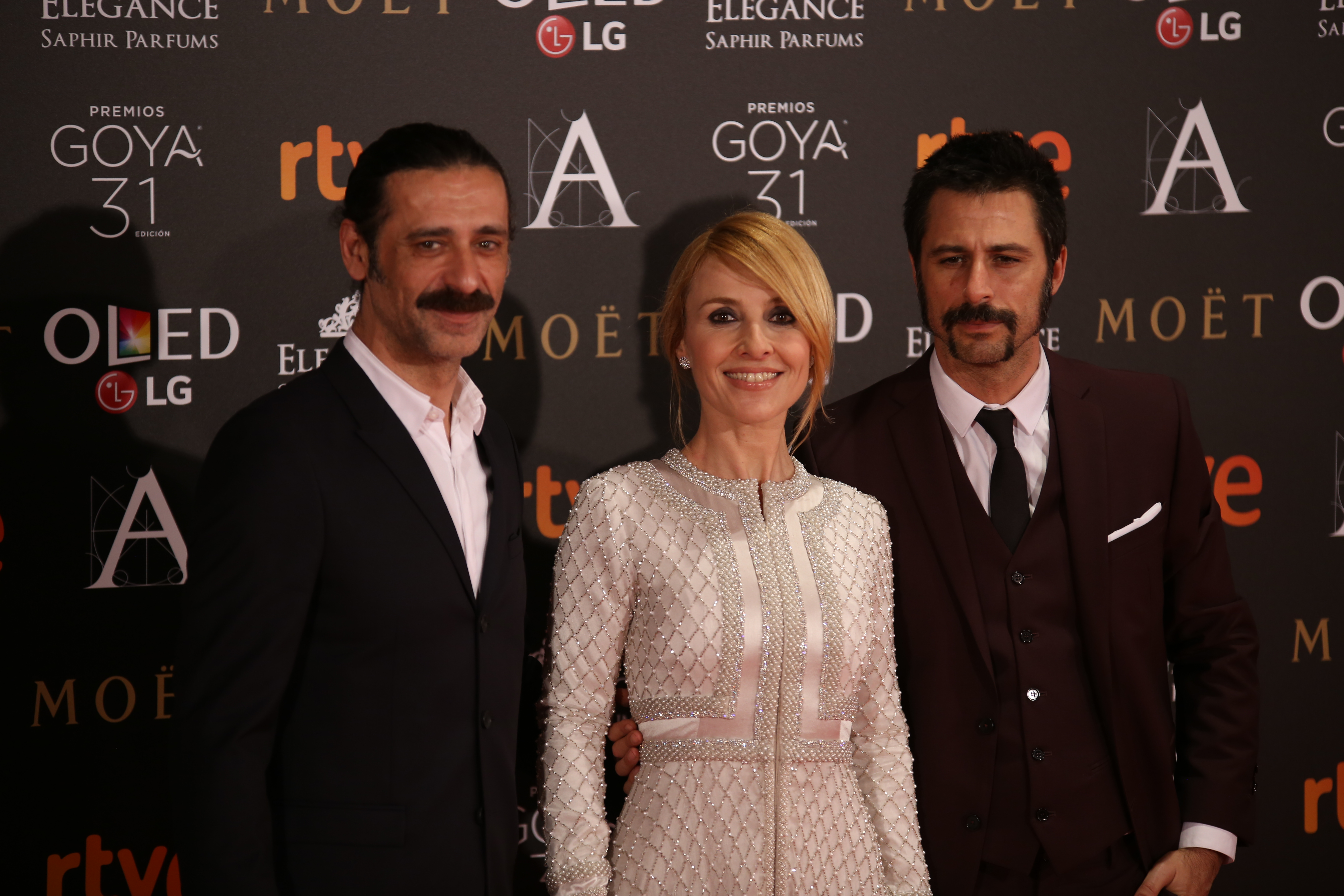
Начо Фреснеда, Каэтана Гильен Куэрво и Уго Сильва (актёры сериала «Министерство времени») на вручении премии «Гойя» в 2017 году

### Кино
- 1989 — Чёрная луна / La luna negra
- 1991 — Дон Жуан в аду / Don Juan en los infiernos
- 1992 — Зонтик на троих / Un paraguas para tres
- 1992 — Я люблю вашу богатую постель / Amo tu cama rica
- 1992 — Свинья / La marrana
- 1995 — Мужчины всегда думают об этом / Los hombres siempre mienten
- 1995 — Истории из Кронена / Historias del Kronen
- 1996 — Больше, чем любовь / Más que amor, frenesí
- 1997 — Сделай это для меня / Hazlo por mí
- 1997 — Лёгкое ранение / La herida luminosa
- 1998 — Атомная бомба / Atómica
- 1998 — Дедушка / El abuelo
- 2002 — Коррупция в Ватикане / Fumata Blanca
- 2004 — Идиотская любовь / Amor idiota
- 2012 — Мужчины на грани / Una pistola en cada mano
- 2019 — Крах: Начало / El crack cero

### Сериалы
- 2009–2010 — Любовь во времена переворотов / Amar en tiempos revueltos
- 2015–2020 — Министерство времени / El Ministerio del Tiempo

## Личная жизнь
Каэтана Гильен Куэрво замужем за испанским фотографом палестинского происхождения Омаром Айяси Рамиро. Их сын Лео родился в 2006 году.